# Edward Holzman
Pour les articles homonymes, voir Edward et Holzman.
Edward Holzman est un producteur, réalisateur, scénariste et  acteur américain.

## Biographie
Edward Holzman a travaillé aussi bien pour Playboy que pour Penthouse.

## Filmographie

### comme acteur
- 1995 : Siren's Kiss : Mr. Sands
- 1999 : Forbidden Games : député Ron Taylor
- 1999 : Hot Club California : Fredy

### comme réalisateur
- 1984 : Girls of Penthouse
- 1987 : Penthouse Love Stories
- 1994 : Babewatch: Lingerie Fantasies
- 1994 : Malibu Hardbodies 2
- 1994 : Seduce Me: Pamela Principle 2
- 1995 : Elke
- 1995 : Siren's Kiss
- 1995 : Sinful Intrigue
- 1996 : Walnut Creek
- 1996 : Damien's Seed
- 1998 : The Sexperiment
- 1999 : I Like to Play Games Too
- 1999 : Forbidden Games
- 2000 : Hollywood Sins
- 2001 : Playboy's Casting Calls 9 (documentaire)
- 2001 : Playboy's Casting Calls 8 (documentaire)
- 2001 : Playboy's Casting Calls 7 (documentaire)
- 2001 : Playboy's Casting Calls 6 (documentaire)
- 2001 : Playboy's Casting Calls 13 (documentaire)
- 2001 : Playboy's Casting Calls 12 (documentaire)
- 2001 : Playboy's Casting Calls 11 (documentaire)
- 2001 : Playboy's Casting Calls 10 (documentaire)
- 2001 : Sexual Magic
- 2001 : Sexual Intentions
- 2001 : Bikini Seasons 2
- 2002 : Dangerous Invitations
- 2002 : The Model Solution

### comme producteur ou producteur délégué
- 1984 : Girls of Penthouse (producteur délégué)
- 1987 : Penthouse Love Stories (producteur)
- 1991 : Wild Child (producteur)
- 1994 : Babewatch: Lingerie Fantasies (producteur délégué)
- 1995 : Siren's Kiss (coproducteur)
- 1995 : Sinful Intrigue (producteur)
- 1997 : The Night That Never Happened (producteur délégué)
- 1997 : I'm Watching You (producteur délégué)
- 1997 : Getting Away (producteur)
- 1998 : When Passions Collide (producteur)
- 1998 : The Sexperiment (producteur délégué)
- 1998 : Testing the Limits (producteur délégué)
- 1998 : Sheer Passion (producteur délégué)
- 1999 : I Like to Play Games Too (producteur délégué)
- 1999 : The Awakening of Gabriella (producteur délégué)
- 1999 : The Key to Sex (producteur délégué)
- 1999 : Hot Club California (producteur délégué)
- 1999 : Forbidden Games (producteur)
- 1999 : Web of Seduction (producteur délégué)
- 1999 : Corporate Fantasy (producteur délégué)
- 2000 : Hollywood Sins (producteur délégué)
- 2000 : Loveblind (producteur délégué)
- 2000 : Night Calls: The Movie, Part 2 (producteur délégué)
- 2001 : Personals: College Girl Seeking... (téléfilm) (producteur délégué)
- 2001 : Sexual Intentions (producteur délégué)
- 2001 : Talk Sex (producteur délégué)
- 2001 : Bikini Seasons 2 (producteur)
- 2002 : The Model Solution (producteur délégué)
- 2002 : Beauty Betrayed (producteur délégué)
- 2002 : Girl for Girl (producteur délégué)
- 2002 : Passion's Peak (producteur délégué)
- 2006 : Body & Soul (producteur délégué)
- 2015 : Wingman Inc. (producteur)

### comme scénariste
- 1992 : Mind, Body & Soul
- 1994 : Babewatch: Lingerie Fantasies
- 1994 : Malibu Hardbodies 2
- 1995 : Elke
- 1996 : Walnut Creek
- 1996 : Damien's Seed
- 1999 : I Like to Play Games Too
- 1999 : Forbidden Games
- 2001 : Bikini Seasons 2
- 2002 : Passion's Peak